# Wojciech Choroba
Wojciech Choroba (ur. 3 maja 1966 w Tarnowskich Górach) – były polski piłkarz, grający na pozycji pomocnika lub napastnika.

## Kariera
Grał w juniorach Polonii Bytom. W 1985 roku awansował do pierwszej drużyny. W sezonie 1986/1987 zagrał w jej barwach w 28 meczach I ligi, w których strzelił trzy gole. W 1992 roku przeszedł do niemieckiego SC Verl, gdzie grał dwa lata. Następnie przez sześć sezonów reprezentował barwy FC Gütersloh. Karierę zakończył w KFC Uerdingen 05 w 2001 roku.

## Statystyki ligowe
| Sezon     | Klub             | Liga          | Mecze | Gole |
| --------- | ---------------- | ------------- | ----- | ---- |
| 1985/1986 | Polonia Bytom    | II liga       | ?     | ?    |
| 1986/1987 | Polonia Bytom    | I liga        | 28    | 3    |
| 1987/1988 | Polonia Bytom    | II liga       | ?     | ?    |
| 1988/1989 | Polonia Bytom    | II liga       | ?     | ?    |
| 1989/1990 | Polonia Bytom    | II liga       | 31    | 11   |
| 1990/1991 | Polonia Bytom    | II liga       | 37    | 9    |
| 1991/1992 | Polonia Bytom    | II liga       | 27    | 0    |
| 1992/1993 | SC Verl          | Oberliga      | 24    | 4    |
| 1993/1994 | SC Verl          | Oberliga      | ?     | ?    |
| 1994/1995 | FC Gütersloh     | Oberliga      | ?     | ?    |
| 1995/1996 | FC Gütersloh     | Regionalliga  | 17    | 0    |
| 1996/1997 | FC Gütersloh     | 2. Bundesliga | 31    | 2    |
| 1997/1998 | FC Gütersloh     | 2. Bundesliga | 24    | 0    |
| 1998/1999 | FC Gütersloh     | 2. Bundesliga | 28    | 2    |
| 1999/2000 | FC Gütersloh     | Regionalliga  | 36    | 3    |
| 2000/2001 | KFC Uerdingen 05 | Regionalliga  | 23    | 0    |